# Notación de nombre de dominio inverso
La notación de nombre de dominio de inversa o DNS-inverso (en inglés: reverse-DNS) es una convención para nombrar los componentes, paquetes, y los tipos utilizados por un lenguaje de programación, un sistema o un framework.
Una característica de las cadenas de texto DNS-inversa es que están basados en dominios registrados, y es únicamente invertido para ordenar cosas. Por ejemplo, si una compañía que hace un producto llamado "MiProducto" y tiene el nombre de dominio registrado "ejemplo.com", podrían utilizar el DNS-inverso "com.ejemplo.MiProducto" para describirlo.

## Historia
El DNS-inverso primero devenía ampliamente utilizado con la plataforma Java, y desde entonces ha sido utilizado para otros sistemas, por ejemplo, para los paquetes de ActionScript 3.[cita requerida]

## Ejemplos
Ejemplos de sistemas que usan DNS-inverso son: Java de Sun Microsystems, Uniform Type Identifier (UTI) de Apple. El sistema operativo Android también hace uso de la notación para clasificar las aplicaciones, como la máquina virtual Dalvik que hace uso de Java.
Ejemplos de DNS-inverso:
- com.adobe.postscript-font (cadena de texto UTI para las fuentes de Adobe Systems)
- com.apple.ostype (cadena de texto UTI para OSType de Apple)
- org.omg.CORBA (librería de Java para CORBA)
- org.w3c.dom (librería de Java para el Document Object Model (DOM) de la W3C)
- dconf que es la herramienta de configuración GNOME.

## Expresión regular
```
^[Un-Za-z]{2,6}((?!-)[Un-Za-z0-9-]{1,63}(?<!-)\\.)+$
```

## Código

### C#
```
static
 
string
 
ReverseDomainName
(
string
 
domain
)

{

    
return
 
string
.
Join
(
"."
,
 
domain
.
Split
(
'.'
).
Reverse
());

}

```

### JavaScript
```
function
 
reverseDomain
(
domain
)
 
{

    
return
 
domain
.
split
(
'.'
).
reverse
().
join
(
'.'
);

}

```

### PHP
```
function
 
reverseDomain
(
domain
)
 
{

    
return
 
implode
(
'.'
,
 
array_reverse
(
explode
(
'.'
,
 
domain
)));

}

```

### Python
```
def
 
reverse_domain
(
domain
):

    
return
 
'.'
.
join
(
reversed
(
domain
.
split
(
'.'
)))

```

### Ruby
```
def
 
reverse_domain
(
domain
)

  
domain
.
sp

lit
(
'.'
)
.
r

everse
.
j

oin
(
'.'
)

end

```

### Swift
```
func
 
reverseDomain
(
domain
:
String
)
 
->
 
String
{

    
return
 
domain
.
componentsSeparatedByString
(
"."
).
reverse
().
joinWithSeparator
(
"."
)

}

```